# 9705 Drummen

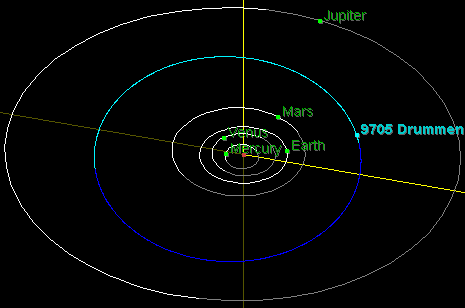
9705 Drummen

9705 Drummen eller 3137 T-3 är en asteroid i huvudbältet som upptäcktes den 16 oktober 1977 av den nederländsk-amerikanske astronomen Tom Gehrels och det nederländska astronomparet Ingrid van Houten-Groeneveld och Cornelis Johannes van Houten vid Palomarobservatoriet. Den är uppkallad efter Mat Drummen.
Asteroiden har en diameter på ungefär 9 kilometer och den tillhör asteroidgruppen Eos.